# Ormus
ORMUS (Orbitally Rearranged Monoatomic Elements, w skrócie ORME) – termin stosowany do opisu domniemanych monoatomowych pierwiastków, które według niektórych badaczy mogą wykazywać nietypowe właściwości fizyczne i biologiczne. Związany z badaniami Davida Hudsona w latach 80., ORMUS wzbudza zainteresowanie w kontekście potencjalnych zastosowań w biologii, rolnictwie i medycynie alternatywnej.

## Historia i pochodzenie
Pierwsze wzmianki o substancjach przypominających ORMUS pochodzą z badań Davida Hudsona, amerykańskiego przedsiębiorcy rolniczego, który w latach 70. i 80. XX wieku prowadził badania nad minerałami występującymi w glebie pustynnej w Arizonie. Hudson twierdził, że odkrył nową formę pierwiastków szlachetnych, takich jak złoto, iryd, rod, platyna, które w specyficznych warunkach przyjmują formę monoatomową.
W literaturze ezoterycznej ORMUS bywa utożsamiany z „białym proszkiem złota” opisywanym w starożytnych tekstach, np. w Biblii jako manna.

## Właściwości i hipotezy
Według Hudsona i jego zwolenników, ORMUS miałby posiadać niezwykłe właściwości, takie jak:
- Nadprzewodnictwo w temperaturze pokojowej
- Możliwość poprawy funkcji biologicznych organizmów
- Potencjalny wpływ na wzrost roślin.

## Badania naukowe
Pomimo szerokiej popularności ORMUS w literaturze ezoterycznej i alternatywnej, badania naukowe są ograniczone. Istnieją pojedyncze eksperymenty analizujące wpływ ORMUS na wzrost roślin, np. badanie z 2023 roku opublikowane w *International Journal of Phytoremediation*, które wykazało przyspieszenie reprodukcji rzęsy wodnej pod wpływem ORMUS.
Brak jednak recenzowanych badań potwierdzających deklarowane właściwości ORMUS w kontekście zdrowia ludzi.

## Metody pozyskiwania
ORMUS rzekomo można uzyskać z różnych źródeł, takich jak:
- Sól morska (np. z Morza Martwego)
- Gleba i skały wulkaniczne
- Woda pitna i deszczowa
- Algi i rośliny bogate w minerały.
Według różnych źródeł ORMUS można pozyskać z minerałów i wody oceanicznej.
Najczęściej stosowaną metodą ekstrakcji jest tzw. metoda mokra (ang. *wet method*), która polega na wytrącaniu minerałów za pomocą wodorotlenków.

## Kontrowersje
ORMUS budzi kontrowersje zarówno wśród naukowców, jak i badaczy alternatywnych. Krytycy zwracają uwagę na brak jednoznacznych dowodów naukowych potwierdzających nadzwyczajne właściwości przypisywane ORMUS oraz na brak spójnych mechanizmów wyjaśniających rzekome działanie monoatomowych pierwiastków.
Niektórzy badacze sugerują, że substancje określane jako ORMUS to po prostu tlenki metali lub zanieczyszczenia mineralne o nieznanym składzie chemicznym.